# 法理
法理，是形成國家內全部法律或單一部門法律的基本精神和學理。由於社會現象錯綜複雜、千變萬化，法律難以充分地規定所有的社會現象，而需法理補充法律及習慣法上的不備，能作為法的淵源。部分國家則將法理作為民法最後適用的法源，適用順序依序為：法律優先適用，法律未規定者再依習慣法，無習慣法時則依賴法理。在民法意義上，法理代表多數人所承認之共同生活的原則，如正義、誠信及平衡等自然法中的根本原理。